# Buonaccorso Buonaccorsi (ambasciatore)
Buonaccorso Buonaccorsi (Firenze, 1380 circa – Firenze, 1429-1430) è stato un politico italiano.

## Biografia
Nato a Firenze verso il 1380, perché il 23 ottobre 1400 Buonaccorso fu iscritto all'arte dei giudici e notai, quindi doveva avere già l'età di diciotto-vent'anni. Nel 1405 sposò una certa monna Antonia da cui ebbe tre figli: Piero, Giuseppe e Leonardo.
Buonaccorso è noto specialmente per le ambascerie che condusse per il governo fiorentino tra il 1421 e il 1423. Il primo incarico, affidatogli a partire dal 3 aprile 1421, consisteva nel dirimere una questione di confine a Foiano della Chiana tra le repubbliche di Firenze e di Siena. Con l'occasione passò anche per Siena per convincere la Signoria a lasciar partire il celebre maestro di medicina Ugo Benci, che aveva già dato la sua parola per trasferirsi allo Studio fiorentino, ma che era stato fermato dai senesi e gli era stato impedito il trasferimento.
Una seconda missione, più delicata, gli fu affidata il 30 agosto 1422, quando gli venne chiesto di recarsi in Savoia presso il duca Amedeo VIII. Scopo del Buonaccorsi era di indurre il duca a far cessare la politica ostile adottata verso gli interessi economici dei Fiorentini in Savoia (primi fra tutti quelli di Buonaccorso Pitti), proponendo in cambio la fine delle rappresaglie decise da Firenze contro i Savoiardi. Il Buonaccorsi non partì subito, dato che era ancora a Firenze quando, il 22 ottobre, ricevette ulteriori istruzioni sulla sua missione;